# 오 베이주 두 밤피루
《오 베이주 두 밤피루》(포르투갈어: O Beijo do Vampiro)는 2002년 방영된 브라질의 텔레노벨라이다.